# Barrio 12 de Junio
Barrio U.T.A o Barrio UTA 2 es un barrio ubicado en el municipio de Tafí Viejo, Departamento Tafí Viejo, Provincia de Tucumán, Argentina. Se encuentra al este de la diagonal Leccese de acceso a Tafí Viejo, entre Lomas de Tafí y Tafí Viejo y en cercanías del arroyo Tafí Viejo.

## Población
Cuenta con 1,455 habitantes (Indec, 2010), lo que representa un incremento del 39% frente a los 1,047 habitantes (Indec, 2001) del censo anterior.
La zona se encuentra en permanente poblamiento, tiene un barrio de 55 viviendas, una escuela inaugurada en 2008 y un predio tomado por 60 familias.